# Чорна (Горлицький повіт)
Чорна (пол. Czarna) — село в Польщі, у гміні Устя-Горлицьке Горлицького повіту Малопольського воєводства. Історично належить до Лемківщини. Населення — 206 осіб (2011). Село ділиться на Нижній кінець і Верхній кінець.

## Розташування
Село лежить за 5 км від адміністративного центру Устя-Горлицьке, 19 км від міста Горлиці та за 100 км від Кракова.
Селом протікає річка Чорна.

## Історія
У 1641 році єпископ Кракова віддав власність церков у Чорній та Перунці для підтримки священика Матея Бодневича у Брунарах з умовою, щоб помічник був з Чорної..
Метричні книги велися з 1776 року.
До виселення лемків село належало до парафії Брунари Вишні Грибівського деканату Перемиської єпархії.
До 1945 року в селі було практично чисто лемківське населення: з 400 жителів села — 395 українців, 5 поляків.
1947 року в рамках операції «Вісла» українців-лемків депортовано на понімецькі землі, натомість завезено поляків.
У 1975—1998 роках село належало до Новосончівського повіту Новосондецького воєводства.

## Демографія
Демографічна структура станом на 31 березня 2011 року:
|          | Загалом | Допрацездатний вік | Працездатний вік | Постпрацездатний вік |
| -------- | ------- | ------------------ | ---------------- | -------------------- |
| Чоловіки | 100     | 25                 | 67               | 8                    |
| Жінки    | 106     | 25                 | 63               | 18                   |
| Разом    | 206     | 50                 | 130              | 26                   |

## Пам'ятки
Об'єкти, перераховані в реєстрі пам'яток Малопольського воєводства:
- Церква святого Димитрія збудована в 1764 р., в 1947 р. перетворена на костел.

Поряд збереглося кладовище.